# كارا بوونو
كارا بوونو (بالإنجليزية: Cara Buono)‏ (1 مارس 1974 - )، كاتبة سيناريو، ومنتجة أفلام، وممثلة تلفزيونية، وممثلة أفلام، ومخرجة أفلام، وممثلة مسرحية أمريكية، ولدت في ذا برونكس.

## التعليم
تعلمت في جامعة كولومبيا.

## أعمال بارزة
من أهم أعمالها:
- أشياء غريبة.

## وصلات خارجية
- كارا بوونو على موقع IMDb (الإنجليزية)
- كارا بوونو على موقع ميتاكريتيك (الإنجليزية)
- كارا بوونو على موقع روتن توميتوز (الإنجليزية)
- كارا بوونو على موقع ألو سيني (الفرنسية)
- كارا بوونو على موقع تيرنر كلاسيك موفيز (الإنجليزية)
- كارا بوونو على موقع أول موفي (الإنجليزية)
- كارا بوونو على موقع قاعدة بيانات برودواي على الإنترنت (الإنجليزية)
- كارا بوونو على موقع قاعدة بيانات الأفلام السويدية (السويدية)
- كارا بوونو على موقع قاعدة بيانات الفيلم (الإنجليزية)
- كارا بوونو على موقع كينوبويسك (الروسية)